# Úpice
Úpice (in tedesco Eipel) è una città della Repubblica Ceca facente parte del distretto di Trutnov, nella regione di Hradec Králové.